# David Slepian
David Slepian (Pittsburgh, 30 de junho de 1923 — 29 de novembro de 2007) foi um matemático estadunidense.
Filho de Joseph Slepian.